# Марайка (деревня)
Марайка — русская деревня в Ржевском районе Тверской области. Относится к сельскому поселению «Шолохово». Юридически существует, хотя в ней нет зарегистрированных жителей.
Находится в 40 км (по прямой) к северо-западу от Ржева.
Название от речки (ручья) Марайка, притока реки Итомля. Раньше деревня называлась Данильское, и даже Большое Данильское. В километре южнее исчезла деревня Высочка, до революции 1917 — усадьба Высокое Гриминской волости Ржевского уезда.
Ближайшая жилая деревня (4 км) — Новосадовая (бывшее Поганьково).